# Адресно-часовий код

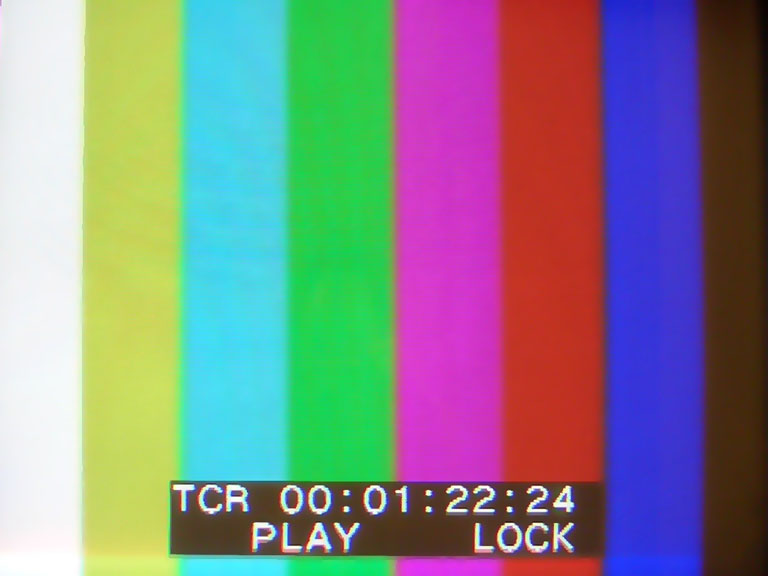
Індикація часового коду на мониторі.

Адресно-часовий код, часовий код, тайм-код — цифрові дані про час, що записуються разом із зображенням та звуком для їхньої подальшої синхронізації на окремих носіях. Сучасний часовий код SMPTE/EBU розроблено 1967 року.

## Застосування
Адресно-часовий код використовується як під час зйомки однією камерою, так і при багатокамерних зйомках для синхронізації роздільних носіїв звуку та зображення.
Крім відеокамер, застосовується під час зйомки кінознімальними апаратами. В останніх запис тимчасового коду відбувається шляхом впечатування відповідного штрих-коду, найчастіше між перфорацією кіноплівки та зображенням. За відсутності вдрукованого тимчасового коду для синхронізації використовується штрих-код футажних номерів негативної кіноплівки, який прив'язується до тимчасового коду фонограми.
У деяких кінематографічних системах тимчасовий код використовується для синхронізації зображення та звуку у кінотеатрах. Наприклад, кінотеатри IMAX для синхронізації кінопроектора та цифрового звуку використовують часовий код, вдрукований на край фільмокопії. Цифрова фонограма DTS, що використовується у більшості форматів сучасних фільмокопій і записується на окремому оптичному диску, також синхронізується із зображенням за допомогою тимчасового коду. Також може використовуватися в інших галузях для синхронізації процесів та фіксації інформації про час та дату. Тимчасовий код створюється за допомогою генератора тимчасового коду (англ. Time Code Generator, TCG) і містить інформацію про абсолютний або відносний час. При багатокамерних зйомках кожному апараті використовується власний генератор. Для подальшої роботи всі генератори перед зйомкою синхронізуються, щоб надалі на всіх носіях ідентифікувати одні й ті ж часові інтервали. Для відтворення записаної інформації використовуються зчитувачі тимчасового коду (англ. Time Code Reader, TCR), що перетворюють код на візуальні символи на екрані відеомонітора або команди для монтажу. Часто генератор і зчитувач тимчасового коду поєднуються в одному пристрої - англ. TCG/TCR.

## Код SMPTE

Інформація, що записується в часовий код.

Часовий код містить інформацію про абсолютний або відносний час запису кожного кадру зображення або моменту звукового супроводу, а також іншу службову інформацію. Існує міжнародний стандарт тимчасового коду SMPTE/EBU, що використовує єдине 7-ми або 8-бітове кодування, засноване на стандартах ISO 2022 та ГОСТ 27463-87. Структура часової адреси полягає в двійково-десяткової системі кодування[1]. Розрізняють лінійний часовий код (англ. Longitudinal Time Code, LTC) і часовий код, що використовує інтервал кадрового імпульсу, що гасить (англ. Vertical Interval Time Code, VITC). Відмінність полягає в способі запису різних кодів, перший з яких записується нерухомою магнітною головкою на окрему доріжку магнітної стрічки, а другий - спеціальною головкою на обертовому барабані, відеоголовок при похило-рядковому відеозапису. Функціонально обидва різновиди тимчасового коду не відрізняються за винятком неможливості перезапису та монтажу коду VITC в тому самому зображенні.